# Giulio Cesare Tassoni
Giulio Tassoni, francoski general, * 1859, † 1942.